# Katafora
Katafora je v textové lingvistice, stylistice a syntaxi typem endoforické (vnitrotextové) reference, která odkazuje k tomu, co bude řečeno: To jsem nevěděl, že ses oženil. Slovo to odkazuje k části výpovědi, která teprve bude následovat (že ses oženil). Jiným typem endoforické reference je anafora.
Kromě endoforické reference rozlišujeme i referenci exoforickou (mimotextovou), jíž je deixe.